# Francisco Pérez (político)
Francisco «Paco» Pérez (San Salvador de Jujuy, 15 de mayo de 1967) es un abogado y político argentino perteneciente al Partido Justicialista y exgobernador de la provincia de Mendoza.

## Biografía

### Comienzos
Hijo de Francisco y María Ercilia, su madre falleció cuando tenía 5 años de edad. Su padre, apodado “Pancho”, era odontólogo y se desempeñó como intendente de San Pedro de Jujuy. 
En 1997 se graduó de abogado en la Universidad Nacional del Litoral en Santa Fe, donde trabajó como mozo. Tuvo su experiencia académica en esa institución como adscripto a la Cátedra de Derecho Comercial II. Está en pareja con Celina Sánchez, y tiene dos hijos.
En 1994 fue Secretario Legislativo en la Convención Constituyente de Santa Fe, de los Convencionales del Partido Justicialista por la Provincia de Mendoza.
Entre 1998 y 2007 ejerció la profesión en forma independiente en materia de derecho de familia, sucesiones y derecho laboral. En ese lapso también fue asesor letrado del Ministerio de Desarrollo Social y Salud, en la Gerencia R.U.S. (Registro Único de Salud), en el consulado de la República de Bolivia y en la Dirección de Ganadería del Gobierno de Mendoza.

### Funcionario público (2004-2011)
En 2004 el Poder Ejecutivo Nacional dispuso la intervención federal a la Provincia de Santiago del Estero debido al "deterioro institucional" que existía en la provincia gobernada por Mercedes Aragonés de Juárez. Fue designado como interventor el exfiscal Pablo Lanusse, quien nombró a Pérez como Subsecretario de Trabajo de su gestión.
En 2007 asumió como Ministro de Infraestructura, Vivienda y Transporte del Gobierno de Mendoza durante el gobierno del Contador Celso Jaque. 

### Gobernador de Mendoza (2011-2015)
En las elecciones del 23 de octubre de 2011 resultó elegido gobernador de la provincia de Mendoza, al superar al candidato radical Roberto Iglesias por 7 puntos. Mantuvo como ministros a la mayoría de los miembros del gabinete del gobernador saliente Celso Jaque. 

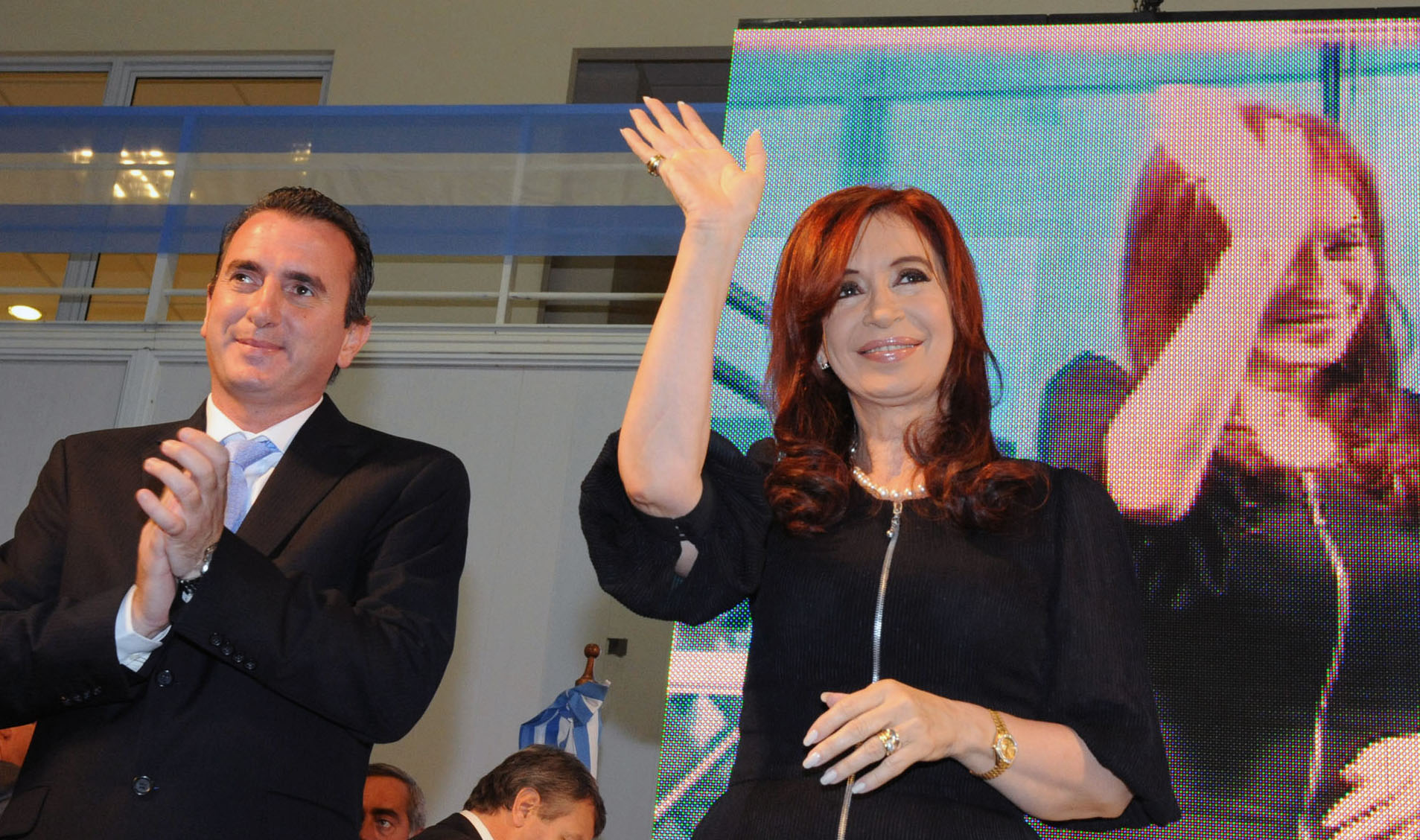
Francisco Pérez con Cristina Fernández de Kirchner.

En lo que respecta a las obras públicas realizadas durante su gestión se destacan: el centro cultural Espacio Le Parc, y la construcción de dos edificios hospitalarios: el nuevo hospital Ramón Carrillo en Las Heras y el nuevo edificio del Hospital Dr. Alfredo Métraux de Fray Luis Beltrán. Además, se construyeron 1.200 km de caminos; y entre Procrear y el IPV, más de 20 mil viviendas.
En el área de educación se avanzó en la jornada extendida; creció 25% la inclusión y la matrícula del secundario; se construyeron en esa época 10 y se mejoraron 54 edificios escolares.

### Actividad posterior
En 2015 se postuló como candidato a Diputado del Parlasur por la provincia de Mendoza dentro de las listas del Frente para la Victoria.